# 61 Virginis b
61 Virginis b è un pianeta extrasolare che orbita attorno alla stella 61 Virginis, una nana gialla situata a 28 anni luce dal sistema solare.
È stato scoperto il 14 dicembre del 2009 con il metodo della velocità radiale tramite osservazioni con i telescopi Keck.

## Caratteristiche
61 Virginis b, con una massa stimata in poco più di 5 volte quella terrestre, è classificato come Super Terra. Orbita piuttosto vicino alla stella madre, il semiasse maggiore è infatti appena 7,5 milioni di km, mentre il suo periodo orbitale è di poco più di 4 giorni.

### Orbita
61 Virginis b presenta un periodo orbitale di 4,21 giorni ad una distanza di all'incirca 0,05 UA.